# Pain au vin rouge
Le pain au vin rouge est une fabrication ménagère qui se sert lors du petit déjeuner ou d'un apéritif ou pour accompagner les fromages.

## Historique
C'est un pain de couleur violette. Un pain ayant cette couleur faillit être imposé dans le sud de la France au milieu du XIXe siècle par la volonté de négociants qui avaient fondé une Compagnie générale des sucres et alcools de sorgho du Midi de la France, Corse et Algérie. Elle avait pour but d’acquérir des terres et de développer la culture du sorgho pour en tirer de l’alcool. Comme il fallait bien penser à la valorisation des résidus, il fut proposé de panifier sa farine qui donnait un pain violet bien plus agréable par sa couleur que le « pain noir de seigle » fut-il affirmé.

## Ingrédients
Sa préparation demande farine, vin rouge, sel, huile d'olive, eau et levure.

## Préparation
La farine, la levure et le sel sont pétris avec l'huile et le vin rouge. Comme toute pâte à pain, celle-ci devant être collante sans attacher aux doigts, il peut y être ajouté de l'eau tiède si cela s'avère nécessaire. Cette pâte doit lever une demi-journée avant d'être farinée et enfournée.

## Variantes
Il existe de nombreuses déclinaisons comme le pain au vin rouge et aux noix, le pain au vin rouge et au saucisson ou le pain au vin rouge et aux oignons.  

## Accord mets-vin
Ce pain peut accompagner la dégustation d'un vin rouge. 